# Dickie Hemric
Ned Dixon Hemric, detto Dickie (Jonesville, 29 agosto 1933 – Akron, 3 agosto 2017), è stato un cestista statunitense, professionista nella NBA.

## Carriera
Venne selezionato dai Boston Celtics al secondo giro del Draft NBA 1955 (10ª scelta assoluta).

## Palmarès
- NCAA AP All-America Second Team (1955)
- NCAA AP All-America Third Team (1954)
- Campionato NBA: 1

Boston Celtics: 1957